# Disco Elysium
Disco Elysium is een computerspel dat is ontwikkeld en uitgegeven door de Estlandse spelontwikkelaar ZA/UM. Het spel kwam oorspronkelijk uit in 2019, en in 2021 volgde een uitgebreidere versie van het spel, met de subtitel The Final Cut. Disco Elysium is een role playing game waarbij de nadruk niet ligt op geweld, maar op dialoog. In het spel nemen spelers de rol aan van een detective die door overmatig alcoholgebruik zijn geheugen is verloren. Terwijl hij de wereld om zich heen en zijn eigen verleden langzaam probeert te ontrafelen, moet hij ook een moord oplossen. Disco Elysium werd na uitkomst positief ontvangen, ook in de Nederlandse media, en werd door meerdere grote mediabedrijven geprezen als de game van het jaar.

## Gameplay
Disco Elysium is een openwereldspel die in een isometrisch perspectief wordt weergegeven. De speler bestuurt Harry, en kan hem rond laten lopen en interactie laten hebben met objecten of mensen. Anders dan gebruikelijk bij role playing games, zit er geen gevechtselement in het spel. De gameplay bestaat volledig uit dialoog, waarbij de speler telkens keuzes kan maken. Voor bepaalde beslissingen moet de speler een skill check doen: dit houdt in dat het spel een dobbelsteen werpt, en afhankelijk van de uitkomst kan de actie van de speler succesvol uitpakken of juist niet. De uitkomst van de skill check is afhankelijk van de hoogte van specifieke skills: spelers hebben meer kans om een hoge dobbelsteenwerp te krijgen als ze een bepaalde skill hoger hebben staan.
Het spel heeft de speler 24 skills, die in 4 primaire categorieën zijn onderverdeeld: Psyche, Physique, Intellect en Motorics. Door meer te praten en interactie met objecten te hebben kan de speler meer punten verdienen, die onder de 24 skills zijn onder te verdelen. Ook kan de speler kledingstukken en attributen vinden, die bepaalde skills hoger of juist lager kunnen maken. De 24 skills representeren verschillende aspecten van Harry's persoonlijkheid, die ook zelf kunnen spreken. Zij kunnen Harry helpen om bepaalde inzichten te hebben of kunnen dialogen beïnvloeden. 

## Verhaallijn

### Setting
Disco Elysium speelt zich af in een wereld die Elysium heet. Elysium is opgedeeld in landmassa's die van elkaar gescheiden worden door een fenomeen dat de 'pale' wordt genoemd. De pale is een soort mist-achtige substantie waar de wetten van de realiteit niet werken. Te lang blootgesteld worden aan de pale is ongezond, maar mensen moeten door de pale heen om van de ene naar de andere plek te kunnen komen. Bovendien wordt de pale langzaam steeds groter, zonder dat hier een oplossing voor wordt gevonden.
Het spel speelt zich grotendeels af in Martinaise, een verarmd district van de stad Revachol. Revachol was lange tijd een belangrijke handelsstad, maar nadat een communistisch regime de stad over nam werd Revachol bezet door een coalitie van andere samenwerkende landen. De burgers van Revachol hebben daardoor geen eigen overheid meer, maar vallen onder de jurisdictie van deze coalitie. Ze hebben wel hun eigen, zelf-georganiseerde politie, de RCM (Revachol Citizens Militia), die aanvankelijk op vrijwillige basis begon, maar in de praktijk functioneert als professionele politiemacht.
Martinaise is een havengebied, en de haven wordt bestuurd door de Wild Pines Group. Dit is een multinationale onderneming die verantwoordelijk is voor een groot deel van het internationale transport van Elysium. Enkele weken voor het verhaal begint, is in de haven een grote staking begonnen, onder leiding van de vakbond-leider Evrart Claire. In respons daarop heeft Wild Pines een groep huurlingen gestuurd om de staking een halt toe te roepen, maar deze actie heeft nog geen resultaat opgeleverd op het moment dat Disco Elysium begint.

### Verhaal
De RCM-detective Harrier 'Harry' Du Bois wordt wakker in een rommelige hotelkamer in Martinaise, zonder herinneringen over zichzelf of de wereld om hem heen. Hij blijkt amnesie te hebben ontwikkeld onder invloed van overmatig drugs- en alcoholgebruik. In het hotel ontmoet hij Kim Kitsuragi, een luitenant uit een ander district van Revachol, die is aangewezen om samen met Harry aan een moordzaak te werken. Achter het hotel is een onbekende man opgehangen aan een boom, en de wantrouwende inwoners van Martinaise willen niet loslaten wat er met hen is gebeurd. Harry probeert de moordzaak op te lossen terwijl hij langzaam weer herinneringen terug krijgt over zijn eigen verleden.